# Léon Vasseur
Félix Augustin Joseph Vasseur, conocido como Léon Vasseur (28 de mayo de 1844 – 25 de mayo de 1917), fue un compositor, organista y director de orquesta francés. Mientras trabajaba como organista de la catedral, se dedicó a componer operetas y pronto obtuvo un éxito con La timbale d'argent (1872). Escribió otras treinta operetas pero nunca repitió ese éxito inicial. También compuso música religiosa, incluidas dos versiones de la misa .

## Biografía
Vasseur nació en Bapaume, en le noreste de Francia, hijo de Augustin Vasseur, organista y director de coro de la iglesia local. Después de estudiar música con su padre, Vasseur se matriculó a la edad de 12 años como en la École Niedermeyer, la escuela de música religiosa de París,  Estudió armonía con Pierre-Louis Dietsch, órgano e improvisación con Georges Schmitt y piano con Camille Saint-Saëns, siendo galardonado con los principales premios de la escuela como pianista y organista.  Dejó la escuela en 1862 y a la edad de 18 años fue nombrado organista de la iglesia de Saint-Symphorien en Versalles. 
En 1870, después de ocho años en Saint-Symphorien, Vasseur sucedió a Marie-Louise Leroi-Godefroy como organista de Notre-Dame de Versailles, la antigua iglesia parroquial real de los reyes de Francia. Compuso obras para sus dos iglesias, entre ellas 20 motetes, 2 misas, ofertorios, himnos y un Magnificat. Escribió también un libro de instrucciones, Méthode d'orgue expressif ou harmonium (1867). En 1872 dimitió de su cargo y fue sucedido por Emile Renaud. Vasseur pasó de la iglesia al teatro. Su primer intento de opereta, una pieza en un acto llamada Un fi, deux fi, trois figurants, se presentó el 1 de abril de 1872 en café-concert Alcázar en París. No fue un éxito, pero su segunda pieza, La timbale d'argent ( La copa de plata ), se estrenó ocho días después en el Théâtre des Bouffes Parisiens y estuvo en cartelera durante más de 200 noches. Salvó al teatro de la quiebra y confirmó a Vasseur en su determinación de pasar de la música sacra a la profana.  Posteriormente, la pieza se representó en Estados Unidos, Reino Unido y otros lugares. Vasseur nunca igualó la popularidad de La timbale d'argent, pero sus operetas, generalmente atrevidas, lograron cierta popularidad en los teatros de París. Entre las más notables se incluyen La cruche cassée (1875), Le droit du seigneur (1878) y Le voyage de Suzette (1889). No abandonó por completo la música sacra. En 1877 su Himno a Sainte-Cécile, para soprano, órgano y orquesta, fue presentado en la Catedral de Versalles y fue bien recibido por el público y la crítica. 
En 1879 Vasseur compró y reabrió el antiguo Théâtre Taitbout como Nouveau Théâtre-Lyrique, pero su intento de dirección teatral fracasó.  Su primera producción, Hymnis, una ópera cómica de Théodore de Banville y Jules Cressonnois, resultó demasiado pesada para el gusto del público parisino, y al cabo de un año Vasseur se vio obligado a cerrar el teatro.  Sucedió a Olivier Métra como director del cabaret Folies Bergère.  Se retiró del teatro en 1897.
Estuvo casado dos veces, primero con Caroline Chaiselat y luego con Ernestine Cavier.  Vasseur murió en Asnières (Altos del Sena) a la edad de 72 años 

## Obras
Las operetas en un acto de Vasseur son: Un fi, deux fi, trois figurants (1872); Mon mouchoir (1872);  Le grelot (1873); L'Opoponax (1877); Royal amour (1884); Au premier hussard (1883); Le royaume d'Hércules (1896); Au chat qui pelote (1897); y Dans la plume (1898). Sus operetas en tres actos son: La timbale d'argent (1872); La petite reine (1873); Le roi d'Yvetot (1873); La familia Trouillat o La rosière d'Honfleur (1874); La blanquisseuse de Berg-op-Zoom (1875); La cruche cassée (1875); La Sorrentine (1876); Le droit du seigne (1878); Le billet de logement (1879); Le petite Parisien (1882); Le mariage au tambour (1886); Madame Cartouche (1886); Ninon de Lenclos (1887); Mam'zelle Crénom (1888); Le voyage de Suzette (1889); La famille Venus (1891); Le pays de l'or (1892); y La souris blanche (1897). Otras obras escénicas, incluidas las pantomimas de ballet, son: Les parisiennes (1874); Le prínce soleil (1889); La prétentaine (1893); La Brasserie (1886); y Le comandante Laripète (1892)
Las obras de la iglesia de Vasseur incluyen L'Office divin (una colección de misas, ofertorios, antífonas, etc.); Hymne à Ste Cécile, para soprano, órgano y orquesta; 2 masas; Magníficat. 